# 古賀三千人

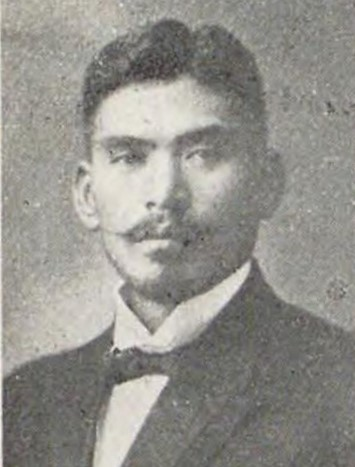
古賀三千人

古賀 三千人（こが みちと、1869年9月14日（明治2年8月9日）- 1937年（昭和12年）4月13日）は、日本の実業家、政治家。衆議院議員。日本統治時代の台湾で打狗（現・高雄市）の開発に尽力した。

## 経歴
筑前国遠賀郡引野村（現福岡県北九州市）で農業・古賀彌作、キク夫妻の二男として生まれる。普通学を郷校で、杉山直賢から漢学を学んだ。1891年（明治24年）12月に家督を継承した。
村役場書記を経て、1889年（明治22年）日本土木会社に入社し小倉出張所、佐世保出張所で勤務し、土木建築を研究した。1894年（明治27年）土木請負業・有馬組に転じ敦賀支店を経て1896年（明治29年）台北支店に転属し、官衙、企業の土木工事を請け負った。1898年（明治31年）有馬組の解散に伴い大阪・澤井市造の深井組に転じ、1899年（明治32年）打狗出張所主任に就任した。同年、打狗内地人組合を興してその長となる。
1903年（明治36年）に独立して土木建築請負業・古賀組を設立した。その後、製脳、製糖、製氷事業を起こした。台湾商工銀行頭取、台北鉄道社長、新高軌道拓殖社長、台湾爆竹煙社長、台湾軌道取締役、台湾貯蓄銀行取締役、台湾煉瓦取締役、高雄土地取締役、台南新報社取締役、朝鮮産業貿易取締役、嘉義電灯監査役、大日本製氷監査役、太平洋炭鉱監査役、台湾肥料監査役、高雄信用組合理事長などを務めた。そのほか、沖台拓殖会社、台湾赤糖会社の取締役も務めた。
また、打狗内地人組合長、同商工会長、同公会理事長、台湾総督府評議員、台湾史料編纂委員、高雄州協議会員なども務めた。打狗では、組合長としてまず飲料水や葬儀を改良して衛生面の改善に取り組み、近代的な打狗病院を設立し、「古賀の打狗、打狗の古賀」と称されるまでになった。その後教育事業にも力を入れ、高雄補習学校校長を務めたほか、私立打狗簡易実業学校や高雄幼稚園などを設立した。
1920年（大正9年）5月、第14回衆議院議員総選挙に福岡県第10区から憲政会所属で出馬して当選し、衆議院議員を1期務めた。晩年再び高雄に戻り、当地で病没した。